# Biniville
Biniville é uma comuna francesa na região administrativa da Normandia, no departamento Mancha. Estende-se por uma área de 2,97 km². Em 2010 a comuna tinha 116 habitantes (densidade: 39,1 hab./km²).